# Темпеста, Орани Жуан
Орани Жуан Темпеста (порт.-браз. Orani João Tempesta; род. 23 июня 1950, Сан-Жозе-ду-Риу-Парду, Бразилия) — бразильский кардинал, цистерцианец. Епископ Риу-Прету с 26 февраля 1997 по 11 декабря 2002. Епископ Сан-Жозе-ду-Риу-Прету с 11 декабря 2002 по 13 октября 2004. Архиепископ Белен-ду-Пара с 13 октября 2004 по 27 февраля 2009. Архиепископ Сан-Себастьян-до-Рио-де-Жанейро с 27 февраля 2009. Кардинал-священник с титулом церкви Санта-Мария-делла-Проввиденца-а-Монтеверде с 22 февраля 2014.